# Gliomatose cérébrale
 Mise en garde médicale
La gliomatose cérébrale ou astroblastome décrit la croissance envahissante de cellules neuroépithéliales qui ont la capacité de se différencier en neurones, en oligodendrocytes et en astrocytes. La majorité des tumeurs cérébrospinales sont d'origine neuroépithéliale.

## Historique
Dans les années 1890, le docteur Friedrich Rezek décrit devant l'université de Vienne à l'Institut für Anatomie und Physiologie des Centralnervensystems ce qu'il propose d'appeler « Gliomatosis cerebri diffusa ».
Jusqu'à l'avènement de l'IRM cérébrale le diagnostic de certitude ne peut être établi que post-mortem.
Et même avec l'IRM, cela reste difficile.

## Autres noms
La même affection est décrite sous divers noms :
en français
- tumeurs neuro-épithéliales ;
- spongioblastome polaire ;
- gliomatose cérébrale ;
- gliomatose du cerveau ;
- astroblastome ;
- épendymoastrocytome ;

en anglais
- spongioblastoma, polar ;
- gliomatosis cerebri ;
- astroblastoma ;
- ependymoastrocytoma.

## Épidémiologie
Le centre Weill Cornell pour l'étude de la moelle et du cerveau (Weill Cornell Brain and Spine Center) ouvre en 2014 un registre international de la gliomatose cérébrale, géré par le Children's Brain Tumor Project, où les échantillons peuvent être déposés pour étude génomique.

## Physiopathologie
Les conférences de consensus d'anatomopathologistes réunies par l'Organisation mondiale de la santé (OMS) retiennent comme définition d'une gliomatose cérébrale l'infiltration néoplasique diffuse de la glie d'au moins trois lobes cérébraux, impliquant les deux hémisphères ou la matière grise plus profonde,,.